# John Earls
John Charles Earls Dalton, PhD, (n. Sídney, 20 de septiembre de 1934) fue profesor de antropología en la Pontificia Universidad Católica del Perú.

## Obra seleccionada
- 2011. Introducción a la teoría de sistemas complejos (2 edición). ISBN 9786124146961. OCLC 1007172065.

- 2006. La agricultura andina ante una globalización en desplome. Pontificia Universidad Católica del Perú. Centro de Investigaciones Sociológicas, Económicas, Políticas y Antropológicas - CISEPA. ISBN 9789972278006.

- 2005. «The Andes and the Evolution of Coordinated Environmental Control». Trans n. 16: Contribution to the Irics Conference in Vienna (en inglés). Viena.

- 1991. Ecología y agronomía en los Andes. Hisbol. OCLC 26191764.

- 1988. Planificación agrícola andina : bases para un manejo cibernético de sistemas de andenes. Lima: COFIDE. p. 443. OCLC 906423350.

- 1979. «Astronomía y ecología : la sincronización alimenticia del maíz». Allpanchis 13: 117-135. OCLC 797001081.